# The Pursuit of Love
The Pursuit of Love (englisch für Das Streben nach Liebe) ist eine dreiteilige britische Miniserie, die von Emily Mortimer geschrieben und inszeniert wurde, basierend auf dem gleichnamigen Roman von Nancy Mitford (deutscher Titel: Englische Liebschaften), der jeweils zusammen mit dem Nachfolger Love in a Cold Climate als Miniserien unter dessen Titel 1980 und 2001 verfilmt worden war.
The Pursuit of Love erschien am 9. Mai 2021 bei BBC One und in Deutschland am 1. Juli 2023 bei MagentaTV. Sie handelt vom Liebesleben zweier Cousinen, die von Lily James und Emily Beecham gespielt werden.

## Handlung
Die Serie folgt den Liebesleben der Cousinen und besten Freundinnen Fanny Logan und Linda Radlett. Dabei liegt ein größerer Fokus auf Linda als Protagonistin, während das Ganze von Fanny erzählt wird.

### Episode 1
Die Serie beginnt 1941, als Lindas Haus in Chelsea (London), gerade nachdem sie schwanger auf dem Dach nackt sonnenbaden war, von Bomben getroffen wird. Daraufhin holt Fanny sie ab. Während der Autofahrt behauptet Linda, sie habe gerade fünf Monate vollkommenes Glück genossen, und erinnert Fanny sich an die gemeinsame Vergangenheit.
Familie Radlett lebte auf dem Landsitz Alconleigh. Lindas Vater, aus Fannys Perspektive „Onkel Matthew“, ist ein Baron, sodass seine Kinder den Titel The Honourable tragen, weswegen sie sich die „Hons-Gesellschaft“ nennen. Fannys abwesende Mutter, genannt „die Ausreißerin“, eine Schwester von Lindas Mutter „Tante Sadie“, hat nach der Geburt ihr Kind bei der dritten Schwester „Tante Emily“ gelassen und verschwindet nach ihren Besuchen immer wieder mit einem neuen Mann. Während der cholerische und furchterregende Matthew, weil er neben Ausländern und Kindern besonders gebildete Frauen hasst, seinen Töchtern keine Bildung zukommen lässt, durfte Fanny dank Emily zur Schule gehen und verbringt ihre Weihnachtsferien und Feiertage auf Alconleigh. Fanny beschreibt Linda als „wilde und hitzige Kreatur voller Leidenschaft und Sehnsucht“, die stets im Extrem fühlte, entweder liebte oder hasste. Linda ist eine fantasievolle Romantikerin, die nach der großen Liebe strebt.
Im Jahre 1927, mit 17 Jahren wartet sie begierig darauf, dass mit dem Erwachsenwerden ihr Leben endlich beginnt, und aus dem als Festung empfundenen Alconleigh zu entkommen. Zu Weihnachten kommt Emily mit ihrem frisch Verlobten Capitain David Warbeck, genannt „Davey“. Sie warnt Fanny, nicht wie Linda zu werden, die sie an die Ausreißerin erinnert. Zum Debütantinnenball der ältesten Tochter Louisa Radlett hat Matthew nur alte Herren aus dem Oberhaus geladen, von denen Louisa später Lord Fortwilliam heiraten wird. Verspätet erscheint mit seiner Entourage Lord Merlin vom Nachbarssitz, ein exzentrischer weltgewandter Künstler, von dem Linda sofort hingerissen ist. Nach seinem Rat beginnt sie fanatisch zu lesen, bis zu dem Zeitpunkt, da sie erwachsen ist. Auf ihrem eigenen Debütantinnenball verliebt Linda sich in Tony Kroesig, den Sohn des Leiters der Bank of England. Matthew verabscheut ihn, weil er Deutscher ist, und Fanny sieht ihn als Wichtigtuer. 
Als Tony, der im letzten Jahr in Oxford studiert, sie einmal zum Essen lädt, fahren Linda und Fanny unter dem Vorwand, die langweilige Nachbarin Lavender Davis zu besuchen, mit dem Auto dorthin. In Anwesenheit seiner Freunde fühlen sie sich aber schuldig und fahren wieder zurück. Matthew will für den Ausflug Linda bestrafen und Fanny verbannen. Dennoch dürfen sie zur Saison nach London, wo Linda Tony wiedersieht und Fanny ihre Mutter. Im Anschluss verkündet Linda ihrer Familie, dass sie sich verlobt haben. Nicht nur Matthew, auch Fanny, Davey und Merlin sind gegen die Verbindung, deren Kritik Linda aber nicht hören will. Beim Hochzeitsempfang begegnet Fanny unter Tonys Freunden Alfred Wyncham und muss Linda beruhigen, die realisiert, dass sie als Erwachsene kein Kind mehr sein darf, und sich verloren fühlt. Aufgelöst sitzt Linda neben Tony, als er seine Ansprache hält.

### Episode 2
Nach den Flitterwochen haben Linda und Tony, der nun in der Bank arbeitet und bald ins Oberhaus gelangt, sich am Bryanston Square niedergelassen. Seine Familie hält Linda für „affektiert, exzentrisch und extravagant,“ weil sie mit Geld nicht haushalten und investieren kann. Stets von wichtigen Personen umgeben, die seine Karriere fördern sollen, wird Linda unglücklich. Fanny wiederum findet ohne sie zur Ruhe, aber vermisst auch die Aufregung mit ihr. Sie trifft in einem Buchladen zufällig Alfred Wyncham wieder, nun ein junger Dozent am St Peter’s College, und heiratet ihn. Als Linda die beiden dort besucht, sind beide Frauen schwanger. Zuerst kommt Lindas Tochter Moira zur Welt; Linda selbst aber ist im Wochenbett krank und hat eine sofortige Abneigung gegen das Neugeborene. Sie wäre dabei zweimal fast gestorben und die Ärzte raten ihr, sie solle nicht wieder gebären. Als Merlin erscheint, führt er sie aus, um sie aus ihrem Bett zu holen, und Linda wird eine „Gesellschaftsschönheit“, die die nächsten Jahre auf den Partys der „Plauderer“, der Männer um Merlin, verbringt.
1937 treffen Linda und Fanny sich, um die siebenjährige Moira zu besuchen, die in Surrey bei ihren väterlichen Großeltern aufgewachsen war. Diese haben gerade auch den Kommunisten Christian Talbot zu Gast, mit dem sie aufgrund ihrer Verachtung der Unterklasse und Sympathie für Hitler in Diskussion geraten. Linda geht mit ihm zum Tee und am Abend gänzlich mit ihm weg, um als neu überzeugte Kommunistin die Faschisten zu bekämpfen. Tony reicht darauf die Scheidung ein, worauf sie von Alconleigh verbannt wird, und kann endlich seine Geliebte Pixie Townsend heiraten, die Moira verehrt. Linda lebt bei Christian in seiner kleinen Wohnung, wo sie die ganze Hausarbeit macht. Als sie Fanny davon berichtet, versteht diese, dass sie bei Tony unglücklich war, und verzeiht ihr. Lord Merlin aber hält Christian nach Tony für kaum besser und vergleicht sie gegenüber Fanny mit deren Mutter. Damit sie mal für sich allein und nicht arm leben kann, schenkt er Linda ein Haus am Cheyne Walk, in das sie aus dem Bryanston Square nur ein Gemälde mitnimmt. 
Zu der Zeit verlassen zwei weitere Radlett-Kinder Alconleigh: Jassy, die mit ihrem „Weglauf-Geld“ nach Hollywood gegangen ist, um den Filmstar Larry Boon zu heiraten, und Matt, der aus Eton weggelaufen ist, um im Spanischen Bürgerkrieg zu kämpfen. Während Alfred findet, durch Matthews Tyrannei sei es unausweichlich, dass die Abenteuerlustigen neugierig auf die Welt werden, schlussfolgert Fanny, dass sie spießig und eine „Bleibende“ sei. Nachdem Linda Christian geheiratet hat und er auch in den Cheyne Walk gezogen ist, erfährt Fanny bei einem Besuch dort, dass die beiden völlig pleite sind, aber Linda eine Stellung in einem Buchladen gefunden hat. Entgegen aller Befürchtungen erweist sie sich als geschäftstüchtig und Verkaufstalent. Unter ihren Kunden kehren die Plauderer in Scharen zurück und für ihren Erfolg wird sie ausgezeichnet. Derweil wird Fanny in ihrer Ehe, in der sie zwar Frieden gefunden hat, aber aus Langeweile frustrierter und beklagt sich bei ihrer Mutter, dass sie nicht an Gesprächen der Intellektuellen teilnehmen darf, statt sich um Kinder zu kümmern. 
Plötzlich ruft Linda an, nachdem Franco Menschen aus Katalonien vertrieben hat, dass sie Christian an der französischen Grenze trifft. Beim Abschied im Zug wirft Fanny ihr vor, wie die Ausreißerin zu sein. Linda kommt in Perpignan beim Flüchtlingshilfsbüro an, wo auch Lavender Davis arbeitet. Ein Schiff soll Familien, die zunächst zusammengeführt werden müssen, nach Mexiko bringen. Als es so weit ist, entdeckt Linda unter den Männern ihren Bruder Matt. Bald bemerkt sie, dass Christian in Lavender verliebt ist, worauf sie ihm einen Abschiedsbrief schreibt und Fanny ankündigt, dass sie nach London zurückkehre. Doch mit einem abgelaufenen Ticket strandet sie am Bahnhof Paris-Nord. Als sie aufgelöst über ihren Koffer weint, lacht ein Mann sie aus und bringt sie in ein Hotelzimmer, überzeugt, dass sie eine Affäre haben werden.

### Episode 3
Linda versucht, aus dem Fenster des Hotels zu fliehen, wird aber von dem Mann abgefangen, zum Mittagessen ausgeführt und lässt sich wieder ins Hotel bringen. Obwohl sie darauf besteht, dass sie am nächsten Tag fahren werde, beginnt sie doch eine Affäre mit dem Mann, der erst dann enthüllt, dass er der Herzog Fabrice de Sauveterre ist, und sagt, dass er nicht verheiratet, sondern seine Verlobte gestorben sei. Fanny wiederum macht sich große Sorgen, dass Linda nicht nach Hause gekommen ist. Davey ruft sie bald an, dass er Linda aufgespürt hat, und die beiden beschließen, zu ihr zu fahren, während Alfred bei dem Kind bleiben soll. Als „ausgehaltene Frau“, der Fabrice teure Kleidung kauft, entwickelt Linda einen glücklichen Fatalismus, während die Welt auf den Kriegsbeginn wartet. In ihrer von Fabrice gekauften Wohnung wartet sie stets auf seine abendlichen Besuche, wird eines Tages aber stattdessen von Fanny, Davey und Merlin überrascht. Davey und Merlin amüsieren sich über den absurden französischen Luxus, besonders als sie Fabrices Namen hören – „einer der verruchtesten Männer in Europa“. Linda bittet Fanny um Verzeihung, dass sie nicht angerufen hat, erklärt aber auch, dass sie nicht zurückkehren und gerettet werden will. Am nächsten Morgen hören Fanny und Logan von zwei tratschenden Damen, dass Fabrice in England eine Frau habe, was Linda ignorieren will, da sie glücklich sei. Während der Abfahrt der drei Gäste resümiert Merlin, Linda sei von einer Traurigkeit durchdringt, die ihr nicht bewusst ist. Wieder zuhause konfrontiert Fanny Alfred mit der Frage, ob er in dem konventionellen Eheleben, das sie gewählt haben, glücklich sei. Zum Geburtstag schenkt Fabrice Linda eine französische Bulldogge.
Als der Zweite Weltkrieg kommt, wird Alfred eingezogen, und Fabrice schickt Linda weg. Einmal kann Fabrice, der sich Charles de Gaulle anschließen wird, sie am Cheyne Walk besuchen. Dabei sagt er Linda, dass er sie liebe; Fanny lernt ihn kennen und findet ihn wundervoll. Während die übrige Familie und Fanny sich auf Alconleigh zurückzuziehen, weigert Linda sich, den Cheyne Walk zu verlassen, weil Fabrice anrufen könnte. Moira kommt einmal zu ihr, um sich zu verabschieden, bevor Tony mit ihr und Pixie nach Amerika flieht, was Linda missbilligt. Auch Fanny und Louisa sind wieder schwanger. Auch die Ausreißerin kommt mit ihrem aktuellen spanischen Geliebten Juan nach Alconleigh. Schließlich lässt Linda sich endlich von Fanny abholen, als ihr Haus zerbombt wird. Ihre Eltern glauben immer noch, dass sie mit Christian zusammen sei und der französischen Armee Dienste leistet. Während Fanny bemerkt, dass ihre Mutter am glücklichsten zu sein scheint, und es vielleicht nicht so schlecht sei, eine Ausreißerin zu sein, beklagt Linda sich, dass die Ausreißerin sie ihr ähnlich hält, und hält Fanny für die Mutigste, weil sie nie weggerannt ist. Nachdem zuerst Louisas Kind geboren wird, setzen später bei Linda und Fanny die Wehen gleichzeitig ein. Beide gebären Jungen, Linda stirbt aber daran – zeitgleich wird Fabrice von der Gestapo erschossen. Während Merlin ihre französische Bulldogge zu sich nimmt, adoptiert Fanny mit Christians Einverständnis, der der rechtliche Vater ist, Lindas Sohn Fabrice.
Einige Jahre später, als die Jungen größer sind, als Fanny mit ihrer Mutter und ihrer Tante zusammensitzt, sinniert letztere über die Hoffnung, dass zukünftige Frauen mehr sein können als eine Ausreißerin oder eine Bleibende; auf Fannys Aussage, dass Fabrice Lindas Liebe ihres Lebens gewesen sei, kontert die Ausreißerin, dass Frauen das bei jedem Mal immer wieder denken.

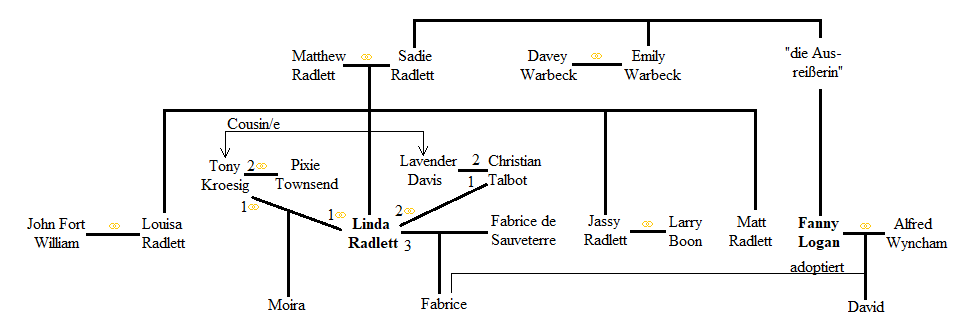
Familienbaum der Figuren zum Ende der Serie

## Besetzung und Synchronisation
Die deutschsprachige Synchronisation für 2023 entstand nach Dialogbüchern und der Dialogregie von Heike Kospach durch die Studio Hamburg Synchron GmbH in Berlin.
| Rolle                 | Darsteller                        | Synchronsprecher           |
| --------------------- | --------------------------------- | -------------------------- |
| Linda Radlett         | Lily James                        | Yvonne Greitzke            |
| Fanny Logan           | Emily Beecham                     | Janin Stenzel              |
| Onkel Matthew         | Dominic West                      | Matthias Klie              |
| die Ausreißerin       | Emily Mortimer                    | Katrin Zimmermann          |
| Tante Sadie           | Dolly Wells                       | Anna Dramski               |
| Davey Warbeck         | John Heffernan                    | Roman Wolko                |
| Alfred Wyncham        | Shazad Latif                      | Arne Stephan               |
| Tante Emily           | Annabel Mullion                   | Andrea Aust                |
| Lord Merlin           | Andrew Scott                      | Marius Clarén              |
| Louisa Radlett        | Beattie Edmondson                 | Julia Bautz                |
| Tony Kroesig          | Freddie Fox                       | Jeremias Koschorz          |
| Christian Talbot      | James Frecheville                 | Yannik Raiss               |
| Fabrice de Sauveterre | Assaad Bouab                      | Francois Rosier            |
| Lavender Davies       | Kitty Archer                      | Helen Malin Blaschke       |
| Jassy Radlett         | May Nivola (Kind) Martha West     | Asya Tolaz Mascha Raykhman |
| Matt Radlett          | Laurie Shepherd (Kind) Sam Nivola | Mika Hinz Vincent Borko    |

## Produktion und Ausstrahlung

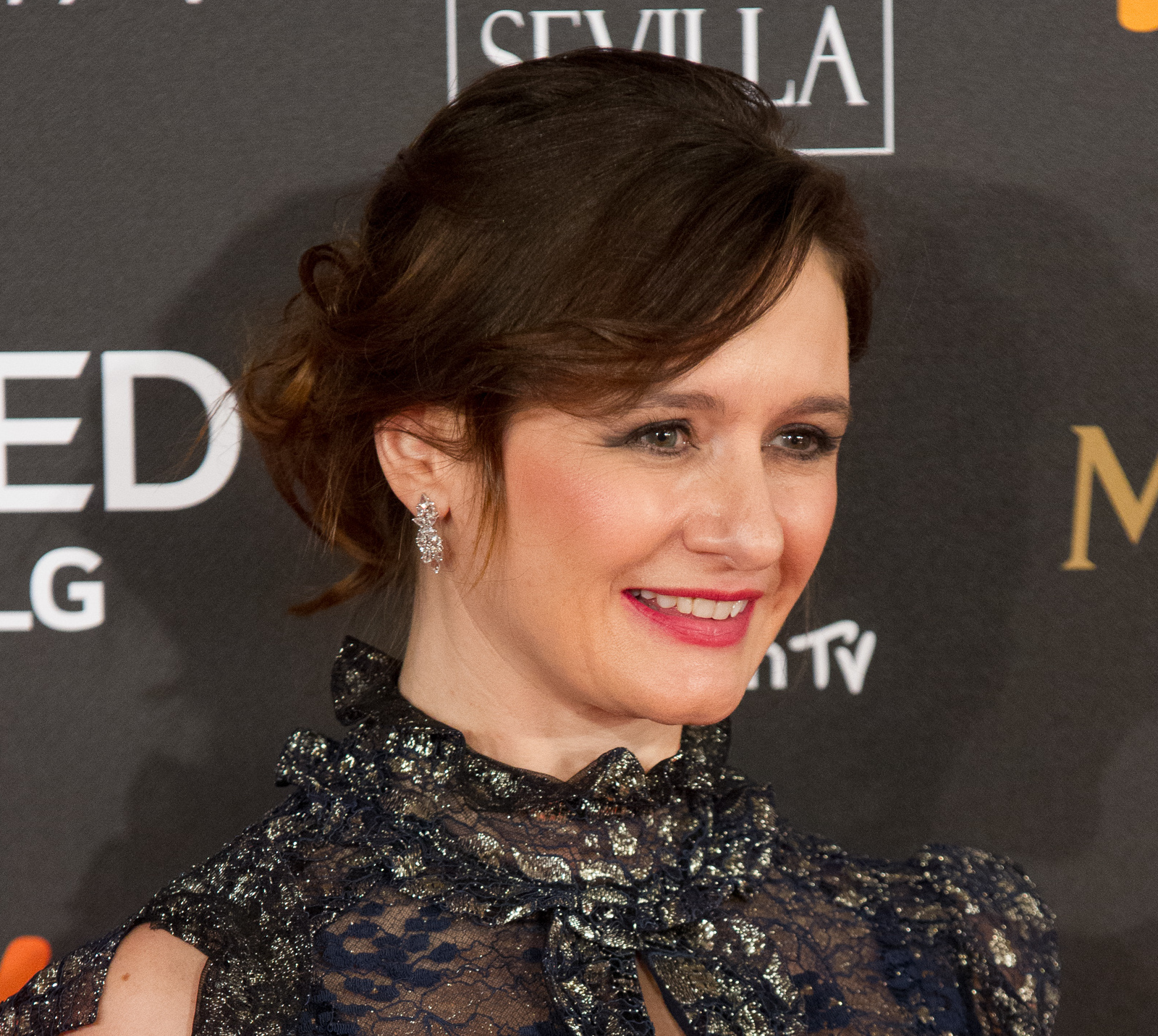
Schauspielerin Emily Mortimer, Autorin und Regisseurin der Serie, spielt auch eine Nebenrolle.

Im Dezember 2019 bestellte die BBC eine Adaption des Romans Pursuit of Love von Nancy Mitford, die von der Schauspielerin Emily Mortimer geschrieben und in ihrem Regiedebüt inszeniert wurde, mit Lily James als Hauptdarstellerin. Die Dreharbeiten um Bristol, die im Frühling 2020 wegen der COVID-19-Pandemie verschoben werden mussten, konnten als eine der ersten großen Dramaserien Englands im Juli wiederaufgenommen werden und endeten nach zehn Wochen im Oktober vor einem nächsten Lockdown. Produziert wurde die Serie von Open Books und Moonage Pictures; im Juli trat auch Amazon der Produktion bei und erwarb die Rechte zur Veröffentlichung bei Prime Video in Nordamerika und Australien. Beim Rome Film Festival im Oktober 2021 wurde eine Filmfassung der Staffel gezeigt.
Die Serie erschien im Vereinigten Königreich am 9. Mai 2021 bei BBC One, in anderen englischsprachigen Ländern wie Kanada, den Vereinigten Staaten und Australien am 30. Juli 2021 bei Prime Video und in Deutschland am 1. Juli 2023 bei MagentaTV. Im deutschen Free-TV wird die Serie erstmals am 17. Dezember 2024 bei One gezeigt.
Laut Produzent Charles Collier sind zwei weitere Staffeln zu den Nachfolgeromanen geplant.

## Rezeption
Lucy Mangan vom Guardian vergab der ersten Episode fünf von fünf Sternen und nannte die Serie einen sofortigen Klassiker. Sie lobte besonders das „geschickte, intelligente und liebevolle Drehbuch von Mortimer,“ das von Melancholie umfasst sei. „Das eindringliche Verflechten von Schmerz mit Lachen, anstatt die Geschichte in Wodehouse-mit-Frauen abzuflachen, lässt diese Adaption wie einen Klassiker für sich fühlen. Sie ist ein Genuss für alle.“
Eleanor Bley Griffiths von der Radio Times findet die Serie „einen großen Spaß, sehr witzig, und manchmal ziemlich berührend und traurig. Sie ist temporeich mit einem modernen Soundtrack, der eine gewisse Munterkeit beifügt; drei Episoden sind die exakt richtige Länge.“ Außerdem hebt sie positiv die Darstellung einer komplexen, weiblichen Freundschaft.
Ed Cummings vom Independent vergleicht die Serie als sexuelles Historiendrama dank ihrer „freimütig, zeitgenossischen Darstellung von Sexualität, die unvermittelte Komik und elaborierter Szenenbilder“ mit Bridgerton.

## Auszeichnungen
- British Academy Television Award 2022
  - Nominierung für Emily Mortimer als Beste Nebendarstellerin
  - Nominierung für Cristina Casali für das Beste Produktionsdesign
  - Nominierung für Sinéad Kidao für das Beste Kostümdesign
- British Society of Cinematographers 2022: Nominierung für Zac Nicholson für die Beste Kameraarbeit in einer Dramaserie
- Irish Film & Television Academy Awards 2022: Nominierung für Andrew Scott als Bester Nebendarsteller in einer Dramaserie
- Canadian Cinema Editors Awards 2022: Auszeichnung an Gareth C. Scales für den Besten Schnitt in einer Miniserie